# Allgemeiner Deutscher Reimverein

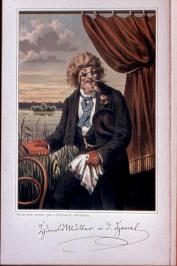
Emil Jacobsen als Hunold Müller von der Havel

Der Allgemeine Deutsche Reimverein (A.D.R.) wurde am Anfang der 1880er Jahre durch Emil Jacobsen in Berlin gegründet und bestand bis etwa 1902. Alle 14 Tage traf man sich in Haußmanns Weinstube in der Jägerstraße. Zweck und Ziele des Vereins wurden in zwei Leitsätzen zusammengefasst: „Reimen muß die Nationalbeschäftigung aller Deutschen werden“ und „Sinn und Gedanke müssen dem Reim untertan sein“. Letztlich ging es aber darum, die „Goldschnitt- und Butzenscheibenlyrik“ (Liede) zu parodieren und Dichtervereine allgemein und ihre Aktivitäten im Besonderen zu karikieren.
Ludwig Pietsch charakterisiert den Verein und seine Tätigkeit folgendermaßen:

„Die in den achtziger Jahren sich so lärmend und selbstbewusst ankündigende ‚Revolution in der deutschen Literatur‘, die sogenannte „gründeutsche Bewegung“, hatte Jacobsen und seine Freunde und Gesinnungsgenossen angestachelt, die großmäuligen Rufer im Streit, die Führer dieser jungen Sturmkolonnen, mit allen Pfeilen und Schleudern der Satire und des witzigen Spottes zu bekämpfen. […] Wieder trieb es ihn, eine neue wunderliche Scherzidee mit dem ganzen Aufgebot feierlichen Ernstes gemeinsam mit jenen Freunden zu verwirklichen und sich damit wieder ein eigenes Stück skurriler Phantasiewelt zu schaffen, in der er sich behaglich einrichtete und seine dafür verständnisbegabten Freunde bestimmte, wenigstens von Zeit zu Zeit sich’s mit ihm dort wohl sein zu lassen, seine Sprache mit ihm zu sprechen und auf seine lustige Torheit einzugehen. Er stiftete den „Allgemeinen Deutschen Reimverein“ aus lauter unwirklichen, nicht existierenden Persönlichkeiten. Zu ihrem Präsidenten schuf er eine hochkomische, von ihrer literarischen Wichtigkeit überzeugte Figur: den Dichter Hunold Müller von der Havel.“

Der Aeolsharfenkalender von 1886

Der ADR verfolgte aber durchaus ernsthafte Ziele. Der heutige Leser der prosaischen und gereimten Erzeugnisse der Vereinsmitglieder kann sogar den Eindruck gewinnen, dass Ernst und Würde die Grundelemente und sozusagen das Medium der Vereinsarbeit waren, ganz im Sinne von Jacobsens Versen:

„Humor und Witz behagt mir nicht;

wer sie nicht hat, der mag sie nicht.

Viel weiter kommt man mit der Zeit

Durch Ruhe, Ernst und Nüchternheit.“

Auch das Vereinsmitglied Julius Stinde hebt die Wichtigkeit des Ernstes hervor, wenn er dichtet:

„Wenn du für deine Leyer fichst,

so tu es ernst und feierlichst.“

Der Aeolsharfen-Almanach von 1896, Umschlagillustration

Gefochten wurde in erster Linie gegen den Dilettantismus und gegen Überspanntheiten auf allen Gebieten der Kunst. Der Naturalismus, die von Karl Henckell angeführte lyrische Bewegung „Gründeutschland“, der damalige Literaturbetrieb und literaturwissenschaftliche Marotten, aber auch einzelne Dichter wie Richard Dehmel und Max Dauthendey, wurden verspottet. Bei den Zusammenkünften wurden zunächst die (im Sinne der Vereinsgrundsätze) gelungensten Reim-Erzeugnisse der Mitglieder vorgetragen, sodann jedoch wurden die Neuerscheinungen des belletristischen Verlagsbuchhandels kritisch gewürdigt.
Die Vereinsmitglieder traten allerdings zumeist nicht unter ihren bürgerlichen Namen in Tätigkeit. Wie in Gottfried Kellers Mißbrauchten Liebesbriefen legten die Selbstdichter und sonstigen Mitglieder sich wohlklingende Namen zu:
- Heinrich Janke-Weimar (Julius Lohmeyer),
- Johannes Köhnke (Heinrich Seidel),
- Theophil Ballheim (Julius Stinde),
- Theodor Jantzen (Johannes Trojan),
- Amandus Wünsche (Stephan Waetzoldt).

Weitere Mitglieder waren die Maler Richard Knötel, Carl Röchling und Fritz Paulsen, der Hofprediger Emil Frommel, der Pädagoge Karl Kehrbach, der Musiker Friedrich Mannstädt und der Prähistoriker Eduard Krause, ein Schwiegersohn Jacobsens.
„Auswärtige Mitglieder“ wie Hans Hoffmann und die von wechselnden Personen dargestellte Florentine Böttcher, Verstorbene wie Eduard Hinzpeter (Gastwirt und Dichter aus Kötzschenbroda), der Rentier Fritsch („früher selbst Dichter“) sowie das Ehrenmitglied Friederike Kempner waren trotz ihrer häufigen Abwesenheit wichtige Beiträger zur Vereinsarbeit. Erfundene Mitglieder mit klingenden Namen wie Isidor Rosenstein, Guido von Posematzki, Kuno von Waldenburg und Feodor Wichmann-Leuenfels waren ebenfalls produktiv im Sinne des Vereins. Wichmann-Leuenfels erscheint auch als Figur in Stindes Die Familie Buchholz und Emil Jacobsen wird in Heinrich Seidels Leberecht Hühnchen als „Doktor Havelmüller“ porträtiert.

Die Aeolsharfe

Dichtungen, Essays und kritische Erörterungen, die aus dieser Vereinstätigkeit hervorgegangen sind, erschienen in der Zeitschrift Die Aeolsharfe. Mit diesem Vereinsorgan hat es freilich eine besondere Bewandtnis: Es existiert davon nur die Nummer 8 des dritten Jahrganges. Nichtsdestoweniger wird in diesem Heft fortwährend Bezug genommen auf frühere Nummern des Blattes. 1886 erschien dann der Aeolsharfenkalender im Umfange von 88 Seiten, 1888 der Band 2 als Aeolsharfen-Almanach (128 Seiten), der 1896 auch in einer zweiten Auflage erschien, und 1896 Band 3 (145 Seiten).